# Акеев, Анатолий Айевич
Анатолий Айевич Акеев — советский хозяйственный и политический деятель.

## Биография
Родился в 1954 году в Тигильском районе Корякского национального округа Камчатской области. Член КПСС с 1975 года.
Окончил среднюю школу.
В 1972—1983 гг. — пастух-оленевод, в 1983—1991 гг. — звеньевой оленеводческого звена совхоза «Тигильский» Тигильском районе Корякского национального округа Камчатской области.
Избирался депутатом Верховного Совета СССР 11-го созыва. Делегат XXVII съезда КПСС.
После 1991 года — оленевод в собственном фермерском хозяйстве.
Живёт в Тигильском районе Камчатского края.

## Награды
- Орден Трудовой Славы II степени
- Орден Трудовой Славы III степени